# Gottfried Erich Rosenthal

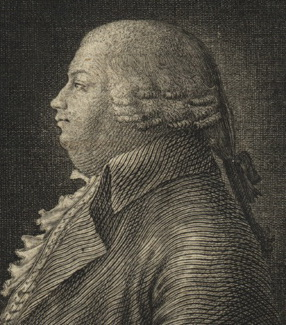
Gottfried Erich Rosenthal

Gottfried Erich Rosenthal (* 13. Februar 1745 in Nordhausen; † 26. Mai 1813 ebenda) war ein Pionier der Meteorologie, Messgerätebauer und herzoglich-gothaischer Bergkommissarius.

## Leben
Der älteste Sohn eines Nordhäuser Bäckermeisters besuchte das städtische Gymnasium und interessierte sich bereits früh für Mathematik und die exakte Bestimmung von Maßen und Gewichten. Zu diesem Thema verfasste er mehrere Merkblätter. Wegen seiner guten geometrischen Kenntnisse betätigte er sich auch als Feldmesser. Mit einem Barometer des Schweizer Erfinders Jean-André Deluc, das er in der Präzision noch deutlich verbessern konnte, begann seine meteorologische Forschungstätigkeit. 1780 erstieg er den Gipfel des Brocken um Experimente durchführen zu können. Er erkannte die Möglichkeiten der barometrischen Höhenmessung und verbesserte so Landkarten und Nivellierpläne ausgewählter Orte.
Als weiteres Thema interessierte er sich für die Bestimmung des Frühlings, hierzu publizierte er zahlreiche Tabellen.
Die Anfertigung meteorologischer Geräte wurde zu einer wichtigen Einnahmequelle und verschaffte ihm auch die Bekanntschaft mit Johann Wolfgang von Goethe. Dieser nannte Rosenthal scherzhaft den Nordhäuser Wetterpropheten.

## Schriften (Auswahl)
- Gottfried Erich Rosenthal (Hrsg.): Encyklopädie der Kriegswissenschaften, das ist: Kriegskunst, Kriegsbaukunst. Artillerie, Minirkunst, Pontonier-, Feuerwerkerkunst und Taktik ihrer Geschichte und Literatur, in alphabetischer Ordnung. Band 1. Carl Wilhelm Ettinger, Gotha 1794 (eingeschränkte Vorschau in der Google-Buchsuche [abgerufen am 22. November 2023]).
- Gottfried Erich Rosenthal (Hrsg.): Encyklopädie der Kriegswissenschaften, das ist: Kriegskunst, Kriegsbaukunst. Artillerie, Minirkunst, Pontonier-, Feuerwerkerkunst und Taktik ihrer Geschichte und Literatur, in alphabetischer Ordnung. Band 2. Carl Wilhelm Ettinger, Gotha 1794 (eingeschränkte Vorschau in der Google-Buchsuche [abgerufen am 22. November 2023]).
- Gottfried Erich Rosenthal (Hrsg.): Encyklopädie der Kriegswissenschaften, das ist: Kriegskunst, Kriegsbaukunst. Artillerie, Minirkunst, Pontonier-, Feuerwerkerkunst und Taktik ihrer Geschichte und Literatur, in alphabetischer Ordnung. Band 3. Carl Wilhelm Ettinger, Gotha 1795 (eingeschränkte Vorschau in der Google-Buchsuche [abgerufen am 22. November 2023]).
- Gottfried Erich Rosenthal (Hrsg.): Encyklopädie der Kriegswissenschaften, das ist: Kriegskunst, Kriegsbaukunst. Artillerie, Minirkunst, Pontonier-, Feuerwerkerkunst und Taktik ihrer Geschichte und Literatur, in alphabetischer Ordnung. Band 4. Carl Wilhelm Ettinger, Gotha 1797 (eingeschränkte Vorschau in der Google-Buchsuche [abgerufen am 22. November 2023]).
- Gottfried Erich Rosenthal (Hrsg.): Encyklopädie der Kriegswissenschaften, das ist: Kriegskunst, Kriegsbaukunst. Artillerie, Minirkunst, Pontonier-, Feuerwerkerkunst und Taktik ihrer Geschichte und Literatur, in alphabetischer Ordnung. Band 5. Carl Wilhelm Ettinger, Gotha 1800 (eingeschränkte Vorschau in der Google-Buchsuche [abgerufen am 22. November 2023]).
- Gottfried Erich Rosenthal (Hrsg.): Encyklopädie der Kriegswissenschaften, das ist: Kriegskunst, Kriegsbaukunst. Artillerie, Minirkunst, Pontonier-, Feuerwerkerkunst und Taktik ihrer Geschichte und Literatur, in alphabetischer Ordnung. Band 6. Carl Wilhelm Ettinger, Gotha 1800 (eingeschränkte Vorschau in der Google-Buchsuche [abgerufen am 22. November 2023]).
- Gottfried Erich Rosenthal (Hrsg.): Encyklopädie der Kriegswissenschaften, das ist: Kriegskunst, Kriegsbaukunst. Artillerie, Minirkunst, Pontonier-, Feuerwerkerkunst und Taktik ihrer Geschichte und Literatur, in alphabetischer Ordnung. Band 7. Carl Wilhelm Ettinger, Gotha 1801 (eingeschränkte Vorschau in der Google-Buchsuche [abgerufen am 22. November 2023]).
- Gottfried Erich Rosenthal (Hrsg.): Encyklopädie der Kriegswissenschaften, das ist: Kriegskunst, Kriegsbaukunst. Artillerie, Minirkunst, Pontonier-, Feuerwerkerkunst und Taktik ihrer Geschichte und Literatur, in alphabetischer Ordnung. Band 3. Carl Wilhelm Ettinger, Gotha 1803 (eingeschränkte Vorschau in der Google-Buchsuche [abgerufen am 22. November 2023]).

## Ehrungen
- Ehrenmitgliedschaft der Kurmainzischen Akademie (der Wissenschaften) in Erfurt
- Titel Herzoglicher Bergkommissarius im Herzogtum Sachsen-Gotha
- In Nordhausen trug von 1989 bis 1990 die heutige Gottfried-Erich-Rosenthal-Straße den Namen Erich-Peter-Straße.[2][3][4]